# Macromitrium laosianum
Macromitrium laosianum är en bladmossart som beskrevs av Jean Édouard Gabriel Narcisse Paris och Brotherus 1908. Macromitrium laosianum ingår i släktet Macromitrium och familjen Orthotrichaceae. Inga underarter finns listade i Catalogue of Life.